# Chou Hung-li
Chou Hung-li (chinesisch 周宏莉; * 4. August 2003) ist ein taiwanischer Eishockeyspieler, der seit 2023 in der Eishockeynationalmannschaft der Republik China spielt.

## Karriere
Im Juniorenbereich spielte Chou bei der U18-Weltmeisterschaft 2019, als er Topscorer des Turniers war, sowie den U20-Weltmeisterschaften 2022 in der Division III, als er als Torschützenkönig auch zum besten Stürmer des Turniers gewählt wurde, und 2023 in der Division II für Taiwan.
Seinen ersten Einsatz bei einer Senioren-Weltmeisterschaft hatte er bei der 2023 in der Division III, als erstmals der Aufstieg in die Division II gelang. Dabei erreichte er selbst die beste Bullybilanz des Turniers.

## Erfolge und Auszeichnungen
- 2019 Aufstieg in die Division III, Gruppe A, bei der U18-Weltmeisterschaft der Division III, Gruppe B
- 2019 Topscorer bei der U18-Weltmeisterschaft der Division III, Gruppe B
- 2022 Aufstieg in die Division II, Gruppe B, bei der U20-Weltmeisterschaft der Division III
- 2022 Bester Stürmer und Torschützenkönig bei der U20-Weltmeisterschaft der Division III
- 2023 Aufstieg in die Division II, Gruppe B, bei der Weltmeisterschaft der Division III, Gruppe A